# My Everything
My Everything es el segundo álbum de estudio de la cantante estadounidense Ariana Grande, publicado el 25 de agosto de 2014 por la compañía discográfica Republic Records. El álbum produjo cinco sencillos: "Problem", "Bang Bang", "One Last Time", "Love Me Harder" y "Break Free". También cuenta con varios artistas invitados como: Big Sean, Cosculluela , Nicki Minaj, Jessie J, The Weeknd, A$AP Ferg y Childish Gambino. En una entrevista de 2013 con Rolling Stone, Grande declaró que quería que el álbum fuera diferente de su álbum anterior, Yours Truly. "Es un álbum que quiero hacer un poco diferente. No quiero que suene como una extensión de Este Servidor. Quiero que suene como una evolución". My Everything debutó en el puesto número 1 en Billboard 200 por vender 166.000 copias en la primera semana. También le valió una nominación a los premios Grammy de 2015 y otra a los premios People's Choice Awards ese mismo año.

## Antecedentes y lanzamiento
| «Es un disco que yo quiero hacer algo diferente. No quiero que suene como una extensión de Yours Truly. Quiero que suene como una evolución. Quiero explorar más sonidos y experimentar un poco. Tengo un montón de ideas que estoy muy entusiasmada y un montón de cosas de cocina». — — Grande, acerca del álbum. |

El álbum debut de estudio de Grande Yours Truly fue lanzado el 3 de septiembre de 2013 y fue recibido con elogios de la crítica. Más tarde ese mes, en una entrevista con la revista Rolling Stone, Grande declaró que había comenzado a escribir y trabajar en su segundo álbum de estudio y ya había completado dos canciones. Las sesiones de grabación comenzaron en octubre de 2013, Grande trabajó con los productores anteriores de su álbum debut, incluyendo Harmony Samuels, Babyface, The Rascals y Tommy Brown Grande apuntaba inicialmente a lanzar el álbum alrededor de febrero de 2014. En enero de 2014, Grande confirmó que había estado trabajando con nuevos productores como Ryan Tedder, Savan Kotecha, Benny Blanco, Tecla Wane y Max Martin. Grande declaró a finales de febrero que quería nombrar a su álbum de una canción que había terminado ese fin de semana que es muy honesto y la hace llorar. Se anunció el 3 de marzo de 2014 donde Grande sería la artista invitada en el quinto sencillo del próximo sexto álbum de estudio de Chris Brown, X, titulado «Don' t Be Gone Too Long» El sencillo fue programado originalmente para ser lanzado a la venta el 25 de marzo de 2014. Sin embargo, se pospuso debido a que Brown fue enviado a la cárcel esperando un juicio por cargos. Más tarde, Grande anunciaría el retraso de la canción el 17 de marzo de 2014 a través de su Twitter que dice: «Mis 'amores' ... obviamente algunas cosas han cambiado recientemente ... Así que tenemos que retrasar la cuenta regresiva de dbgtl, algunas cosas están fuera de nuestro control» Esa misma noche, ella hizo una transmisión en vivo para compensar el retraso de la canción donde reveló pequeños adelantos de cuatro nuevas canciones de su segundo álbum. Dos días después del anuncio, Grande reveló que, debido a la demora de la canción, ella estaría lanzando el primer sencillo de su próximo álbum de estudio en su lugar. Terminó de trabajar en el álbum a finales de mayo de 2014 El 28 de junio, Grande confirmó el título del álbum que sería llamado «My Everything» y la fecha de lanzamiento para el 25 de agosto de 2014.
Las fotos para el embalaje en el álbum fueron tomadas el 27 de mayo de 2014. Grande declaró que ella eligió la portada porque sentía que «cada canción es tan firmemente "temática" que sólo quería tener una cubierta en general muy simple. Así que dentro de cada canción podríamos crear más temas visuales.»

## Promoción
El 28 de junio de 2014, Grande anunció que su álbum estará disponible para pre-orden a través de su sitio web. Las personas que pre-ordenaran el álbum obtendrían acceso exclusivo al concierto de Grande que se llevará a cabo el 24 de agosto en donde interpretará canciones de su álbum en vivo por primera vez.
Además, para la promoción del álbum, Grande ofreció varias entrevistas, fue portada de diferentes revistas, y también realizó varias presentaciones en directo de sus respectivos singles, «Problem» y «Break Free» antes de la puesta a la venta del álbum.
Grande también anunció que se embarcará en su segunda gira de conciertos en promoción del álbum. La gira se llevará a cabo fuera de los Estados Unidos, por lo que es su primera gira mundial. La gira se denominara The Honeymoon Tour, de la cual ya hay 25 fechas por Norteamérica confirmadas.

### Presentaciones en vivo
Para la promoción del disco, Ariana Grande realizó diferentes presentaciones en vivo desde el lanzamiento del primer sencillo «Problem» en colaboración con la rapera australiana Iggy Azalea, hasta el lanzamiento del segundo sencillo «Break Free» y del propio álbum. 
Grande presentó por primera vez «Problem» durante los Radio Disney Music Awards de 2014. Seguidamente volvió a interpretar el tema en el evento «White Party», en Palm Springs. También se presentó en los premios IHeartRadio Music Awards, en The Ellen DeGeneres Show, en el Wango Tango y posteriormente en los Billboard Music Awards 2014. Volvió a cantar el tema en Dancing with the Stars el 20 de mayo de 2014. También actuó el 15 de junio en los MuchMusic Video Awards de Canadá. Poco después interpretó de nuevo la canción durante el iHeartRadio Ultimate Pool Party y además, en el especial de Grande Total Request Live del canal MTV, donde además estreno el segundo sencillo «Break Free», que fue interpretado por primera vez durante la apertura de los MTV Video Music Awards del 24 de agosto celebrados en Los Ángeles. El 28 de agosto se presentó el programa matutino Today Show, donde ofreció un pequeño concierto e interpretó ambos temas, además de cantar por primera vez en directo la canción «Break Your Heart Right Back» con Childish Gambino. Poco después volvió a interpretar los dos sencillos en el Factor X Australia y en el programa Sunrise en septiembre de 2014. Seguidamente, continuo con la promoción del disco en tierras japonesas, presentándose en los programas de Music Station, Sukkiri y SMAPxSMAP. También se presentó en el IHeartRadio Music Festival de 2014 celebrado en Las Vegas y en el Power 106 All Star Game 2014. Para continuar la promoción en Europa, Grande de presentó en los programas británicos de "Alan Carr: Chatty Man", donde interpretó "Break Free" y en el “Loose Women”. Además, tiene previsto visitar España para participar en el programa de El hormiguero. Durante la semana del 16 de octubre Grande estuvo de promoción por Francia, y se presentó en el programa francés Le Grand Jurnal, donde volvió a interpretar «Problem» y «Break Free». El 17 de octubre Grande se presentó en la versión sueca de American Idol, donde volvió a interpretar los dos primeros singles del álbum. El 19 de octubre Grande presentó sus dos sencillos en vivo durante la gala de los BBC Radio 1 Teen Awards celebrados en Inglaterra. El 24 de octubre Grande se presentó en el concierto benéfico "We Can Survive" celebrado en el Hollywood Bowl, organizado por la CBS con el objetivo de recaudar fondos contra el cáncer de mama, donde interpretó sus dos singles además de su colaboración con Jessie J y Nicki Minaj "Bang Bang", "Break Your Heart Right Back" y "The Way". Este mismo setlist fue interpretado durante la “Halloween Party” organizada por VMware en Palo Alto (California) el 25 de octubre. El 9 de noviembre volvió a interpretar los dos primeros singles, esta vez, durante los MTV Europe Music Awards celebrados en Glasgow (Escocia), donde además, fue galardona con dos premios. El 13 de noviembre Grande se presentó en los Premios Bambi de Alemania, donde además de ser galardonada con el premio a "Mejor artista revelación", interpretó los dos primeros sencillos del álbum. Grande volvió a interpretar los dos sencillos el 14 de noviembre en la versión holandesa de The Voice. El 23 de noviembre, Ariana se presentó en la gala de los American Music Awards, donde interpretó un medley de los tres sencillos del álbum, además del sencillo «Bang Bang» en compañía de Jessie J. Otro evento en el que se presentó fue el desfile Victoria's Secret Fashion Show de 2014 celebrado en Londres, volvió a interpretar los tres sencillo y «Bang Bang». Para continuar con la promoción, Grande actuó en los espectáculos del Jingle Ball National Tour organizados por radios estadounidenses, realizando una pequeña gira navideña por Estados Unidos interpretando algunos de sus éxitos.
El 1 de febrero de 2015 Grande presentó por primera vez en vivo el cuarto sencillo oficial del álbum, «One Last Time». Esta presentación se dio en el especial de Jimmy Fallon por la Super Bowl de ese mismo año. Poco después presentó en vivo por primera vez en su carrera, durante la gala de los Premios Grammy, la canción escogida fue la balada «Just a Little Bit of Your Heart». El 15 de febrero de 2015, Grande se presentó en vivo durante el All-Star Game de la NBA 2015 en el Madison Square Garden, donde interpretó un popurrí de todos los sencillos lanzados y además, volvió a interpretar el sencillo de 2012 «The Way» y «Bang Bang» en colaboración con Nicki Minaj.
El álbum My Everything fue el primer álbum de una artista femenina en llegar a los 2 billones de stream en  la plataforma de stream Spotify y llegó a ser el álbum con más stream en la historia de spotify con 2.9 billones de stream, el álbum también circula en el top 10 de las eras femeninas más famosas y vendidas con ventas puras en el puesto número '7' con 27,2 millones de ventas,  el álbum cuenta con más de 11 millones de ventas con stream y alrededor de 5,000,000 millones de ventas WW

### Gira mundial
Para finalizar la promoción de su segundo álbum de estudio, Grande realizara su segunda, aunque también, primera gira mundial bajo el nombre "The Honeymoon Tour", que será iniciada en febrero de 2015 bajo la promoción de Live Nation. El 13 de septiembre, se publicaron las fechas oficiales, de Norteamérica, gracias a la revista estadounidense Billboard. Se espera que la gira abarque, además de América del Norte, países de Europa, Oceanía y América Latina.

## Recepción comercial
Grande estrenó el primer sencillo «Problem» en la ceremonia de Radio Disney Music Awards y fue lanzado a la venta en formato descarga digital luego de esa noche el 28 de abril de 2014. La canción debutó en la tercera posición en el conteo Billboard Hot 100 y vendió más de 438,000 unidades en su primera semana convirtiendo a Grande en la cuarta mujer en la historia en ostentar el cuarto mayor debut hecho por una mujer. Más tarde, «Problem» fue certificado con dos disco platino por la RIAA y alcanzó su más alta posición en el conteo ubicándose en la segunda posición en Billboard Hot 100. Luego, la canción sería certificado en Nueva Zelanda, Australia, Suecia, Dinamarca y Reino Unido, en este último, debutó en el conteo The Official Charts Company en la primera posición, convirtiéndose en la primera canción de Grande en alcanzar dicha posición en el Reino Unido, y además se convirtió en un histórico récord al convertirse en la primera canción en debutar en la primera posición del conteo basado en ventas y streaming por primera vez. Al respecto, el mánager de Grande, Scooter Braun, comentó: «Obteniendo su primer número 1 en la lista de sencillos de Official Singles es un logró increíble y otro punto de referencia en el continuo éxito global de Problem. Gracias a los fieles seguidores del Reino Unido, que cuyo apoyo increíble ha hecho esto posible. Este es su número 1, también.»
El segundo sencillo, «Break Free» con la colaboración del músico y productor Zedd, fue lanzado a la venta el dos de julio de 2014 y debutó en la decimoquinta posición en el conteo Billboard Hot 100.
Más tarde «Best Mistake» fue publicado el 12 de agosto de 2014 como sencillo promocional. A su séptima semana, Break Free alcanzaría la posición cuatro del Billboard Hot 100.
Love Me Harder sería el tercer sencillo del álbum, que es una canción en colaboración con el cantante canadiense The Weeknd. Dicha canción se estrenaría el 30 de septiembre. Love Me Harder conseguiría la séptima casilla del Billboard Hot 100, dándole así el cuarto Top 10 de Grande. 
El cuarto y último sencillo del álbum sería One Last Time. Fue puesta a la venta el 10 de febrero como sencillo oficial. Logró llegar a la posición trece del Hot 100.
Lanzó una versión remasterizada de la canción Baby I, junto al violinista japonés Taro Hasake, la pista tiene los mismos ritmos de R&B y Pop, pero en el estribillo, se escucha sonidos de violín, que se asemejan a la canción "Honeymoon Avenue" perteneciente al álbum debut "Yours Truly".
El álbum debutó en el #1 del Billboard 200 con 169,000 copias puras. y luego fue certificado con triple disco de platino por la RIAA

## Impacto

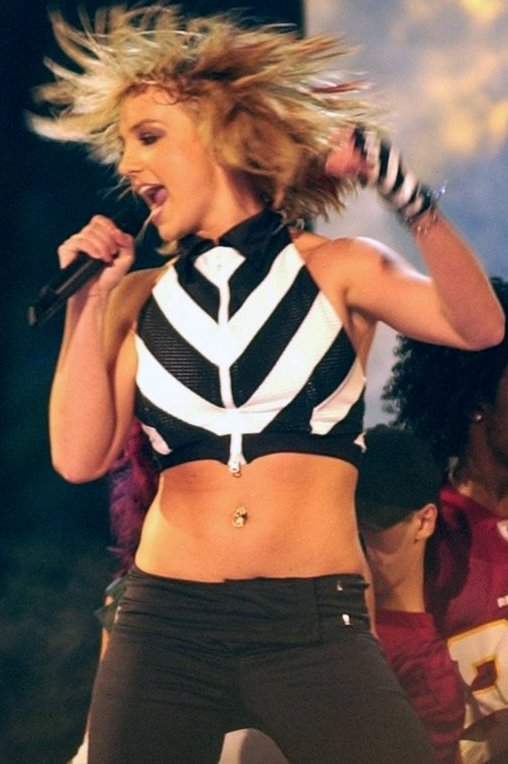
la gente no dudó en ver la similitud entre los videos "Break Free" y "Oops I did I Again" simplemente por ser ambos videos en el espacio por lo que no dudaron en comparar ambas eras.

Hubo mucha controversia debido a que Grande había cambiado su estilo de chica dulce a una chica pop más sensual  madura, optando por un sonido más comercial,  y dejando  sus característicos sonidos de los 90s y y su imagen de por sí había  cambiado, su nuevo estilo estaba conquistado a miles de fanes alrededor del mundo, Grande optó por crear su propio estilo característico basado en una cola de caballo, unas orejas de gatos, y unas botas altas en color negro, que enseguida se volvió famosa y miles de personas empezó a usar esta moda de los cat ears alrededor del mundo.
Después del rotundo éxito del álbum, muchas personas la empezaron a ver como una de las promesas más grandes del pop, e icónicos en general de la década ya que el segundo álbum es que el define la carrera de un artista, por lo que ganó un premio Bambi Premios Bambi por "newcomer" otorgándole a una nueva promesa de la música, lo que Grande no dudó en convertirse en una de las estrellas pop más grandes del planeta con sus precedentes trabajos, de repente no dudaron en llegar las comparaciones con Britney Spears dándole el título de "La Nueva Princesa Del Pop" título que Spears ha sostenido desde que debutó
además dejando al lado las comparaciones con Mariah Carey desde su álbum debut.

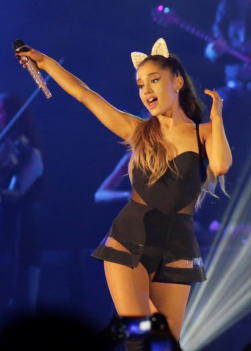
Inmediatamente el estilo se convirtió en su estilo característico

## Recepción crítica
En Metacritic, que asigna una puntuación ponderada de 100 a las valoraciones y críticas, My Everything recibió una media de 64, basada en 19 críticas, que la cita define como "críticas generalmente favorables". Rob Sheffield, escribiendo para Rolling Stone, dice, My Everything demuestra que ya es una fuerza importante en un lanzamiento que muestra cómo Grande está creciendo porque "It's a confident, intelligent, brazen pop statement, mixing bubblegum diva vocals with EDM break-beats" (es una declaración pop confiada, inteligente y descarada, que mezcla las voces de diva de bubblegum con los break-beats de EDM." Adam Markovitz dice para Entertainment Weekly cómo "Grande ha escogido un conjunto de canciones tan líricamente soso, sónicamente inofensivo y artísticamente vacío que producen una experiencia de impacto cero: vainilla musical fro-yo vertida directamente en tus oídos." Markovitz afirma, "De ninguna manera es doloroso; incluso hay momentos de diversión, incluyendo el fanfarroneo de los smashes de verano `Problem' y `Bang Bang,' los cuales toman prestados sus puntales de los coheadliners Iggy Azalea y Jessie J con Nicki Minaj, respectivamente." Mikael Wood, escribiendo en nombre del Los Angeles Times, encuentra a Grande en forma impresionante porque es "profundamente alegre pero con las armas encendidas, una inocente recién llegada ya no más."
Elysa Gardner, en nombre de USA Today, escribe que Grande "se sumerge en baladas y en una comida emocionalmente más seria" simultáneamente, haciéndolo con una "juguetonería infantil....". y una sensación de creciente confianza", y ella está "Mezclando azúcar y especias" para crear un brebaje agradable que satisfaga los diferentes paladares de sus seguidores"." Stephen Thomas Erlewine, escribiendo para AllMusic dice  que "Grande no encarna las canciones de la manera en que lo haría una diva a la antigua, pero funciona como una simpática líder del pop, apartándose cuando el tema lo requiere y luego soltando un gemido a todo pulmón cuando es su momento de brillar." Jason Lipshutz de Billboard escribe que el álbum "convirtió a Grande en un artista de la danza, artista pop y artista del soul" con un sonido más uniforme y maduro. Gary Graff dice en nombre de The Oakland Press que se trata de "un paso adelante sólido para Grande, lo que hace que hay más para ver una promesa intrigante en lugar de una amenaza." En un 7.7 de cada diez críticas para Pitchfork, Meaghan Garvey explica cómo se siente "la llegada de Grande como un verdadero accesorio pop, no solo como una encantadora novedad... y aunque las mejores canciones de aquí pueden no ser intemporales, sin duda se sienten bien por el momento."

## Lista de canciones
- Edición estándar:[62]

| My Everything |                                                      | |                                   |          |  |
| N.º           | Título                                               | Escritor(es) | Productor(es)                     | Duración |  |
| 1.            | «Intro»                                              | Ariana Grande, Tommy Brown y Purple Reign | Tommy Brown                       | 1:20     |  |
| 2.            | «Problem» (con Iggy Azalea)                          | Iggy Azalea, Max Martin, Ariana Grande, | Martin, Shellback e Ilya          | 3:14     |  |
| 3.            | «One Last Time»                                      | Ariana Grande David Guetta, Kotecha, Giorgio Tuinfort, Rami Yacoub y Carl Falk | Rami Yacoub & Carl Falk           | 3:17     |  |
| 4.            | «Why Try»                                            | Benny Blanco, Ryan Tedder, Ammar Malik, Noel Zancanella, Ariana Grande | Benny Blanco, Zancanella y Tedder | 3:32     |  |
| 5.            | «Break Free» (con Zedd)                              | Ariana Grande Zedd, Kotecha y Martin | Zedd y Martin                     | 3:34     |  |
| 6.            | «Best Mistake» (con Big Sean)                        | Ariana Grande, Big Sean y Key Wane | Key Wane                          | 3:53     |  |
| 7.            | «Be My Baby» (con Cashmere Cat)                      | Ariana Grande Magnus August Høiberg, Theron Thomas, Timothy Thomas y LidoLido | Blanco, Cashmere Cat y LidoLido   | 3:37     |  |
| 8.            | «Break Your Heart Right Back» (con Childish Gambino) | Ariana Grande Kirby Dockery, Andrew "Pop" Wansel, Warren "Oak" Felder, Donald Glover, Bernard Edwards, Nile Rodgers, Steven Jordan, Christopher Wallace, Sean Combs y Masón Betha. | Pop y Oak                         | 4:14     |  |
| 9.            | «Love Me Harder» (con The Weeknd)                    | Ariana Grande Martin, Kotecha, Peter Svensson, Ali Payami, Abel Tesfaye, Ahmad Balshe                                                                                              | Ali Payami, Peter Svensson        | 3:55     |  |
| 10.           | «Just a Little Bit of Your Heart»                    | Harry Styles | Johan Carlsson                    | 3:53     |  |
| 11.           | «Hands On Me» (con A$AP ferg)                        | Ariana Grande Rodney Jerkins, Alicia Renee Williams, Adrianne Birge y Darold Ferguson, Jr.                                                                                         | Darkchild, HotSauce               | 3:12     |  |
| 12.           | «My Everything»                                      | Ariana Grande, Brown, McCants y Taylor Parks | Tommy Brown                       | 2:49     |  |

- Edición deluxe

| My Everything |                                          |          |  |
| N.º           | Título                                   | Duración |  |
| 13.           | «Bang Bang (con Jessie J y Nicki Minaj)» | 3:19     |  |
| 14.           | «Only 1»                                 | 3:14     |  |
| 15.           | «You Don't Know Me»                      | 3:54     |  |

- Edición Target

| My Everything |                 |          |  |
| N.º           | Título          | Duración |  |
| 16.           | «Cadillac Song» | 2:52     |  |
| 17.           | «Too Close»     | 3:35     |  |

- Edición especial para Walmart

| My Everything |                                                |          |  |
| N.º           | Título                                         | Duración |  |
| 16.           | «Problem (Wayne G Club Mix) (con Iggy Azalea)» |          |  |

- Edición especial para Latinoamérica

| My Everything |                                                            |          |  |
| N.º           | Título                                                     | Duración |  |
| 16.           | «Problem (Versión Spanglish) (con Iggy Azalea y J Balvin)» | 3:13     |  |

- Edición japonesa

| My Everything |                             |          |  |
| N.º           | Título                      | Duración |  |
| 18.           | «Baby I (con Taro Hakase])» | 3:17     |  |

- Edición especial para Japón (DVD Extra)

| My Everything |                                             |          |  |
| N.º           | Título                                      | Duración |  |
| 1.            | «Problem (Con Iggy Azalea) (Video musical)» | 3:28     |  |
| 2.            | «Problem (Con Iggy Azalea) (Video Lyric)»   | 3:15     |  |
| 3.            | «Entrevista Oficial»                        | 7:00     |  |

## Listas
| Alemania       | Media Control Charts              | 5  |
| Australia      | Australia Albums Charts           | 1  |
| Austria        | Ö3 Austria Top 40                 | 3  |
| Bélgica        | Ultratop Flanders                 | 1  |
| Bélgica        | Ultratop Wallonia                 | 11 |
| Canadá         | Canadian Albums Chart             | 1  |
| Corea del Sur  | Gaon Chart                        | 8  |
| Corea del Sur  | South Korean International Albums | 3  |
| Croacia        | HDU                               | 7  |
| Dinamarca      | Tracklisten                       | 2  |
| Escocia        | OCC                               | 4  |
| España         | Promusicae                        | 3  |
| Estados Unidos | Billboard 200                     | 1  |
| Finlandia      | Suomen virallinen lista           | 8  |
| Francia        | SNEP                              | 18 |
| Grecia         | IFPI Greece                       | 5  |
| Irlanda        | Irish Albums Chart                | 2  |
| Italia         | FIMI                              | 4  |
| Japón          | Oricon                            | 3  |
| México         | AMPROFON                          | 4  |
| Noruega        | VG-lista                          | 1  |
| Nueva Zelanda  | New Zealand Albums Chart          | 3  |
| Países Bajos   | Dutch Albums Top 100              | 3  |
| Polonia        | ZPAV                              | 9  |
| Portugal       | AFP                               | 7  |
| Reino Unido    | UK Albums Chart                   | 3  |
| Suecia         | Swedish Albums Chart              | 2  |
| Suiza          | Schweizer Hitparade               | 2  |
| Taiwán         | Taiwanese Albums Chart            | 10 |
| Taiwán         | Taiwanese Western Albums          | 1  |

## Certificaciones
| América del Norte |                  |             |           |  |               |
| Canadá            | MC               | 3x Platino  | 240 000   |  | [ 93 ]        |
| Estados Unidos    | RIAA             | 4x Platino  | 4 000 000 |  | [ 94 ] [ 95 ] |
| América Latina    |                  |             |           |  |               |
| Argentina         | CAPIF            | Oro         | 20 000    |  | [ 96 ]        |
| Brasil            | ABPD             | 1x Diamante | 160,000   |  | [ 97 ]        |
| Centroamérica     | IFPI             | Platino     | 7 000     |  | [ 98 ]        |
| Chile             | IFPI — Chile     | Platino     | 10 000    |  | [ 99 ]        |
| Colombia          | ASINCOL          | 6x Platino  | 60 000    |  |               |
| México            | AMPROFON         | 3x Platino  | 180 000   |  | [ 100 ]       |
| Europa            |                  |             |           |  |               |
| Austria           | IFPI — Austria   | Platino     | 15 000    |  | [ 101 ]       |
| Dinamarca         | IFPI             | Oro         | 10 000    |  | [ 102 ]       |
| Italia            | FIMI             | Platino     | 50 000    |  | [ 103 ]       |
| Suecia            | GLF              | Platino     | 40 000    |  | [ 104 ]       |
| Francia           | SNEP             | Platino     | 100 000   |  | [ 105 ]       |
| Países Bajos      | NVPI             | Oro         | 25 000    |  | [ 106 ]       |
| Noruega           | IFPI             | Oro         | 15 000    |  | [ 107 ]       |
| Polonia           | ZPAV             | Platino     | 20 000    |  | [ 108 ]       |
| Reino Unido       | BPI              | Platino     | 300 000   |  | [ 109 ]       |
| Oceanía           |                  |             |           |  |               |
| Australia         | ARIA             | Platino     | 70 000    |  | [ 110 ]       |
| Asia              |                  |             |           |  |               |
| Japón             | RIAJ             | Platino     | 250.000   |  | [ 111 ]       |
| Indonesia         | IFPI - Indonesia | 3x Platino  | 30 000    |  | [ 112 ]       |
| Filipinas         | PARI             | 2x Platino  | 30 000    |  | [ 113 ]       |
| Tailandia         | IFPI - Tailandia | Oro         | 5 000     |  | [ 114 ]       |

## Historial de lanzamientos
| País     | Fecha                | Versión          | Formato          | Discográfica | Ref.    |
| -------- | -------------------- | ---------------- | ---------------- | ------------ | ------- |
| Alemania | 22 de agosto de 2014 | Versión estándar | Descarga digital | Republic     | [ 115 ] |
|          | 25 de agosto de 2014 | Versión estándar | Descarga digital | Republic     | [ 116 ] |

## My Everything (Tenth Anniversary Edition)
My Everything (Tenth Anniversary Edition) es la segunda reedición de la cantante estadounidense Ariana Grande de su segundo álbum de estudio My Everything (2014), para conmemorar el décimo aniversario del lanzamiento original del álbum. Fue un lanzamiento sorpresa el 22 de agosto de 2024, la reedición estuvo disponible en dos formatos: una edición digital de lujo y una edición de lujo en vinilo. La reedición digital incluye los bonus tracks "Too Close" y "Cadillac Song", que anteriormente eran exclusivas del CD de Target. La edición en vinilo estuvo disponible para pedido anticipado el 22 de agosto; Incluye la lista de canciones original, pistas adicionales digitales y las pistas de lujo que nunca estuvieron disponibles anteriormente en formato de vinilo: "Bang Bang", "Only 1", "You Don't Know Me".
Además, un vinilo de 7 pulgadas limitado de los sencillos del álbum "Problem", "Break Free", "Love Me Harder" y "One Last Time" se lanzó el 26 de agosto, seguido de un paquete digital con versiones a capela e instrumentales de esos sencillos junto con "Bang Bang" el 27 de agosto. También se lanzó una colección de productos de aniversario.
Tras el lanzamiento de la reedición, las pistas del álbum experimentaron un aumento en la reproducción en Spotify, que osciló entre un 115 % y un 545 % en las reproducciones en EE. UU. el 22 de agosto de 2024.

## Lista de canciones
La reedición contiene los quince temas de la edición de lujo del álbum; así como las canciones exclusivas de la edición Target del álbum "Cadillac Song" y "Too Close".
| My Everything –10th anniversary vinyl reissue (bonus tracks) |                                          |             |          |  |
| N.º                                                          | Título                                   | Producer(s) | Duración |  |
| 13.                                                          | «Bang Bang» (con Jessie J & Nicki Minaj) | Martin      | 3:18     |  |
| 14.                                                          | «Only 1»                                 | Brown       | 3:14     |  |
| 15.                                                          | «You Don't Know Me»                      | Samuels     | 3:52     |  |
| 16.                                                          | «Cadillac Song»                          | Brown       | 2:52     |  |
| 17.                                                          | «Too Close»                              | Samuels     | 3:35     |  |
| 57:16                                                        |                                          |             |          |  |

| My Everything –Tenth Anniversary Edition (digital reissue) |                 |             |          |  |
| N.º                                                        | Título          | Producer(s) | Duración |  |
| 16.                                                        | «Cadillac Song» | Brown       | 2:52     |  |
| 17.                                                        | «Too Close»     | Samuels     | 3:35     |  |
| 57:16                                                      |                 |             |          |  |